# Gewog di Toepisa
Il gewog di Toepisa è uno degli undici raggruppamenti di villaggi del distretto di Punakha, nella regione Centrale, in Bhutan.